# Muamer Vugdalič
Muamer Vugdalič (Fiume, 1977. augusztus 25. –), szlovén válogatott labdarúgó.
A szlovén válogatott tagjaként részt vett a 2002-es világbajnokságon.

## Sikerei, díjai
Olimpija Ljubljana
- Szlovén bajnok (1): 1994–95
- Szlovén kupagyőztes (1): 1995–96

Maribor
- Szlovén bajnok (5): 1998–99, 1999–2000, 2000–01, 2001–02, 2002–03
- Szlovén kupagyőztes (1): 1998–99